# Atletica leggera ai Giochi della XVI Olimpiade - Staffetta 4×100 metri maschile

Video della Finale (film ufficiale dei Giochi)

La competizione della staffetta 4×100 metri maschile di atletica leggera ai Giochi della XVI Olimpiade si è disputata nei giorni 30 novembre e 1º dicembre 1956 al Melbourne Cricket Ground.

## Risultati

### Turni eliminatori
| 4 Batterie   | 30 novembre | 18 iscritte | Si qualificano le prime 3. |
| 2 Semifinali | 1º dicembre | 6 + 6       | Si qualificano le prime 3. |
| Finale       | 1º dicembre | 6           |                            |

### Batterie
| Pos. | Nazione       | Atleti                                                        | Tempo Ufficiale | Tempo Ufficioso |
| ---- | ------------- | ------------------------------------------------------------- | --------------- | --------------- |
| 1    | Stati Uniti   | Ira Murchison Leamon King Thane Baker Bobby Joe Morrow        | 40"5            | 40"53           |
| 2    | Gran Bretagna | Ken Box Roy Sandstrom David Segal Brian Shenton               | 41"2            | 41"30           |
| 3    | Pakistan      | Muhammad Sharif Butt Ghulam Raziq Abdul Aziz Abdul Khaliq     | 41"3            | 41"42           |
| 4    | Venezuela     | Alfonso Bruno Apolinar Solórzano Clive Bonas Rafael Romero    | 42"0            | 42"10           |
| 5    | Liberia       | Edward Martins Emmanuel Putu George Hyũ Johnson James Roberts | 44"7            | 44"96           |

| Pos. | Nazione    | Atleti                                                              | Tempo Ufficiale | Tempo Ufficioso |
| ---- | ---------- | ------------------------------------------------------------------- | --------------- | --------------- |
| 1    | Australia  | Gavin Carragher Ted McGlynn Ray Land Hector Hogan                   | 40"6            | 40"72           |
| 2    | Francia    | René Bonino Konstantin Lissenko Jocelyn Delecour Alain David        | 40"8            | 40"99           |
| 3    | Germania   | Lothar Knörzer Leo Pohl Heinz Fütterer Manfred Germar               | 40"8            | 41"00           |
| 4    | Thailandia | Vanchak Voradilok Paiboon Vacharapan Montri Srinaka Sneh Wongchaoom | 44"2            | 44"37           |

| Pos. | Nazione          | Atleti                                                            | Tempo Ufficiale | Tempo Ufficioso |
| ---- | ---------------- | ----------------------------------------------------------------- | --------------- | --------------- |
| 1    | Unione Sovietica | Leonid Bartenev Boris Tokarev Jurij Konovalov Vladimir Sucharev   | 40"7            | 40"77           |
| 2    | Italia           | Franco Galbiati Giovanni Ghiselli Luigi Gnocchi Vincenzo Lombardo | 40"9            | 41"07           |
| 3    | Brasile          | João Pires Sobrinho José da Conceição Ary de Sá Jorge de Barros   | 41"6            | 41"70           |
| 4    | Canada           | Stan Levenson Dick Harding Jack Parrington Joe Foreman            | 41"7            | 41"75           |
| 5    | Etiopia          | Beyene Legesse Bekele Haile Roba Negousse Abebe Hailou            | 44"3            | 44"47           |

| Pos. | Nazione  | Atleti                                                      | Tempo Ufficiale | Tempo Ufficioso |
| ---- | -------- | ----------------------------------------------------------- | --------------- | --------------- |
| 1    | Polonia  | Marian Foik Jan Jarzembowski Edward Szmidt Zenon Baranowski | 40"9            | 40"97           |
| 2    | Ungheria | Sándor Jakabfy Géza Varasdi György Csányi Béla Goldoványi   | 41"5            | 41"45           |
| 3    | Giappone | Masaji Tajima Kanji Akagi Akira Kiyofuji Kyohei Ushio       | 42"2            | 42"30           |
| DQ   | Nigeria  | Titus Erinle Rafiu Oluwa Edward Ajado Abdul Karim Amu       | [47"3]          | [47"39]         |

### Semifinali
| Pos. | Nazione     | Atleti                                                            | Tempo Ufficiale | Tempo Ufficioso |
| ---- | ----------- | ----------------------------------------------------------------- | --------------- | --------------- |
| 1    | Stati Uniti | Ira Murchison Leamon King Thane Baker Bobby Joe Morrow            | 40"3            | 40"34           |
| 2    | Polonia     | Marian Foik Jan Jarzembowski Edward Szmidt Zenon Baranowski       | 41"0            | 41"12           |
| 3    | Italia      | Franco Galbiati Giovanni Ghiselli Luigi Gnocchi Vincenzo Lombardo | 41"1            | 41"14           |
| 4    | Francia     | René Bonino Konstantin Lissenko Jocelyn Delecour Alain David      | 41"3            | 41"37           |
| 5    | Ungheria    | Sándor Jakabfy Géza Varasdi György Csányi Béla Goldoványi         | 41"5            | 41"51           |
| 6    | Brasile     | João Pires Sobrinho José da Conceição Ary de Sá Jorge de Barros   | 43"8            | 43"87           |

| Pos. | Nazione          | Atleti                                                          | Tempo Ufficiale | Tempo Ufficioso |
| ---- | ---------------- | --------------------------------------------------------------- | --------------- | --------------- |
| 1    | Unione Sovietica | Leonid Bartenev Boris Tokarev Jurij Konovalov Vladimir Sucharev | 40"3            | 40"36           |
| 2    | Germania         | Lothar Knörzer Leo Pohl Heinz Fütterer Manfred Germar           | 40"5            | 40"64           |
| 3    | Gran Bretagna    | Ken Box Roy Sandstrom David Segal Brian Shenton                 | 40"6            | 40"68           |
| 4    | Australia        | Gavin Carragher Ted McGlynn Ray Land Hector Hogan               | 40"8            | 40"72           |
| 5    | Pakistan         | Muhammad Sharif Butt Ghulam Raziq Abdul Aziz Abdul Khaliq       | 40"8            | 40"78           |
| 6    | Giappone         | Masaji Tajima Kanji Akagi Akira Kiyofuji Kyohei Ushio           | 41"3            | 41"57           |

### Finale
La squadra americana schiera i tre co-primatisti mondiali ed il campione olimpico dei 100 metri. Gli USA vincono con il nuovo record del mondo.

Sale sul gradino più basso del podio la Germania, che prevale di un soffio sull'Italia.
| Pos.    | Corsia | Nazione          | Atleti                                                            | Tempo Ufficiale | Tempo Ufficioso |
| ------- | ------ | ---------------- | ----------------------------------------------------------------- | --------------- | --------------- |
| Oro     | 6      | Stati Uniti      | Ira Murchison Leamon King Thane Baker Bobby Joe Morrow            | 39"5            | 39"60           |
| Argento | 4      | Unione Sovietica | Leonid Bartenev Boris Tokarev Jurij Konovalov Vladimir Sucharev   | 39"8            | 39"93           |
| Bronzo  | 1      | Germania         | Lothar Knörzer Leo Pohl Heinz Fütterer Manfred Germar             | 40"3            | 40"34           |
| 4       | 3      | Italia           | Franco Galbiati Giovanni Ghiselli Luigi Gnocchi Vincenzo Lombardo | 40"3            | 40"43           |
| 5       | 2      | Gran Bretagna    | Ken Box Roy Sandstrom David Segal Brian Shenton                   | 40"6            | 40"74           |
| 6       | 5      | Polonia          | Marian Foik Jan Jarzembowski Edward Szmidt Zenon Baranowski       | 40"6            | 40"75           |